# Roberto Giovanni F. Roberti
Pour les articles homonymes, voir Roberti.
Roberto Giovanni F. Roberti (né le 20 février 1788 à Monte San Giusto dans l'actuelle province de Macerata, dans les Marches, alors dans les États pontificaux et mort le 7 novembre 1867 à Rome) est un cardinal italien du XIXe siècle.

## Biographie
Roberto Giovanni Roberti n'a jamais été prêtre. Il exerce diverses fonctions au sein de la Curie romaine, notamment auprès de la Chambre apostolique, comme légat apostolique à Pérouse et comme pro-président de Rome.
Il est créé cardinal par le pape Pie IX lors du consistoire du 30 septembre 1850. Le cardinal Roberti est président de Rome et sa région et secrétaire des pétitions et mémoriaux. Avec le cardinal Giacomo Antonelli il est le premier cardinal à voyager par le train.

## Sources
- Fiche du cardinal Roberto Giovanni Roberti sur le site fiu.edu